# 肉花雪胆
肉花雪胆（学名：Hemsleya carnosiflora）为葫芦科雪胆属下的一个种。

## 扩展阅读
- 維基物種上的相關：肉花雪胆